# Фортен, Каролина
Каролина Фортен (фр. Karolina Fortin, яп. カロリーナ・フォルタン, в девичестве Каролина Стычиньская, пол. Karolina Styczyńska, яп. カロリーナ・ステチェンスカ, род. 28 августа 1991, Варшава) — польская сёгистка, имеющая наивысший разряд и рейтинг ФЕСА в Польше, а также среди всех сёгисток Европы. В 2014 году стала первой в истории победительницей Чемпионата Европы по сёги. Сдав экзамен в Кэнсюкай и пройдя обучение, стала первым и пока единственным в истории профессиональным неяпонским игроком в сёги, достингув далее уровня 1 профессионального женского дана. Ученица Дайсукэ Катагами, 7 дана.
На 1 января 2015 года имела рейтинг Эло 2013, занимая первую позицию в польском и девятую в европейском ФЕСА-листе.

## Биография
Каролина родилась и жила в Варшаве; выпускница Факультета математики, информатики и механики Варшавского университета. В сёги играет с 2008 года.

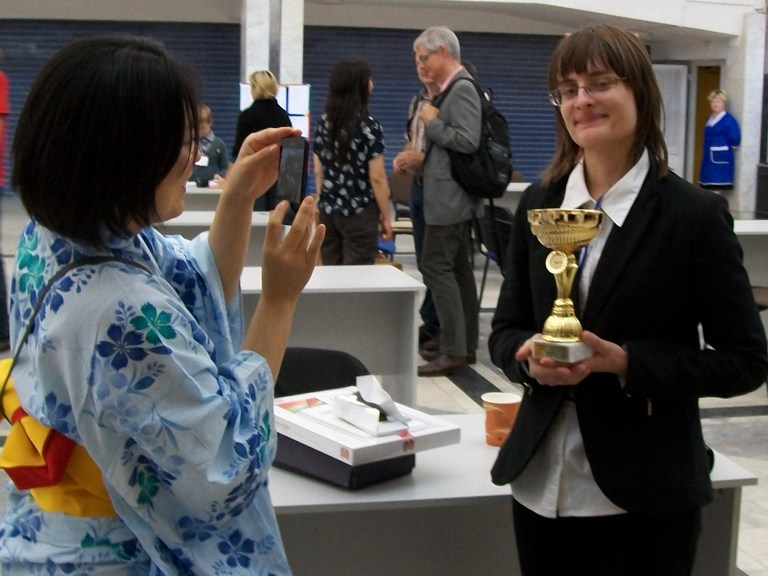
Каролина — лучшая из участниц ESC/WOSC 2013 г.

В 2013 году Каролина сдала тест на поступление в токийскую школу профессиональных сёгисток Кэнсюкай (яп. 研修会 кэнсю:кай, «тренировочные курсы») (3 победы, 5 поражений) и стала первой неяпонской ученицей этих курсов.
К осени 2013 года она была зачислена в лигу C2, а в 2015 году достигла повышения в лигу C1, получив 3-й женский профессиональный кю и диплом временного профессионального статуса. Поскольку профессионалам запрещено играть в любительских турнирах, с этого момента участвовать в них она не может.
20 февраля 2017 года выполнила норму 2-го женского профессионального кю, получив постоянный профессиональный статус и став первым неяпонским профессиональным игроком в сёги в истории.
Создала центральный сёгистский сайт Польши Shogi Harbour и одноимённый Youtube-канал. В 2018—2019 годы организовала и издавала Международный журнал сёги с международным коллективом авторов, публиковавший материалы по сёги из разных стран.

## Личная жизнь
12 сентября 2022 года Японская ассоциация сёги объявила на своём официальном сайте, что в августе 2022 года Каролина Стычинская вышла замуж, и теперь будет действовать как профессиональная сёгистка под фамилией Фортен. После свадьбы молодожёны поехали в Швейцарию. На начало 2024 года на сайте NSR профайл Каролины был переведён в список профессиональных сёгисток в отставке.

## Разряды в сёги
- 2009: 4 кю ФЕСА
- 2010: 2 кю ФЕСА
- 2011: 1 дан ФЕСА
- 2012: 2 дан ФЕСА, 4 любительский дан NSR
- 2014: 3 дан ФЕСА
- 1 октября 2015: 3 женский профессиональный кю
- 20 февраля 2017: 2 женский профессиональный кю, постоянный статус профессиональной сёгистки (первый в истории для неяпонок).
- 1 апреля 2017: 1 женский профессиональный кю
- 1 апреля 2021: 1 женский профессиональный дан[8]

## Победы и достижения
- 2009: Чемпионка 1-го Открытого турнира по сёги в Кракове.
- 2010: 5-е место на 26-м чемпионате Европы по сёги (Людвигсхафен, Германия).
- 2010: III место в блиц-турнире 26-го чемпионата Европы по сёги.
- 2011: III место в 3-м Открытом турнире по сёги в Кракове
- 2011: 4-е место в главном турнире 5-го Международного форума сёги (Париж).
- 2011: II место в молодёжном турнире 5-го Международного форума сёги.
- 2012: Чемпионка 1-го Кубка японского посла по сёги в Варшаве.
- 2012: Чемпионка 1-го Открытого чемпионата Польши по сёги (Варшава)[9].
- 2013: 4-е место (и лучший результат среди женщин) в WOSC-2013.
- 2014: Победительница чемпионата Европы по сёги (Будапешт) — первая сёгистка, ставшая чемпионом Европы.
- 2014: Победительница WOSC.
- 2014: Чемпионка 6-го открытого турнира в Кракове[10].

Каролина — единственная из сёгистов Европы (как мужчин, так и женщин), побеждавшая в партиях профессиональных титульных матчей: первые такие победы над профессиональными сёгистками Сатико Такамурэ, 3 дан (19 мая 2012 года) и Тамао Кано, 2 дан (18 мая 2013 года) (оба раза — на отборочном этапе Дзёрю-одза) она одержала ещё до поступления в Сёрэйкай.
Помимо сёги, Каролина увлекалась игрой го; на 2012 год имела 8 кю EGF.